# Communauté rurale de Ballou
Pour les articles homonymes, voir Ballou.
La communauté rurale de Ballou est une communauté rurale du Sénégal située à l'est du pays. 

## Situation
Elle fait partie de l'arrondissement de Moudéry, du département de Bakel et de la région de Tambacounda.

## Histoire
Ballou est l'un des villages les plus anciens de l'Est du Sénégal, plus récent que ses  villages voisins. Créé depuis 1258, il se situe à l'est du Sénégal au bord du fleuve Falémé, à 1,5 km au sud de la rencontre des fleuves Sénégal et Falémé, dans le Gadiaga, à 900 km de Dakar via Saint Louis et 750 km via Tambacounda. Il est séparé de Singuelou et de Gouthioubé par le fleuve Falémé, ce qui montre sa proximité avec le Mali mais  aussi de Diogountouro, village voisin du Mauritanie.
Devenue communauté rurale lors de la réforme de 1982 puis commune avec l’arrivée de l’acte 3 de la décentralisation en 2014. Le village compte environ 7 444 habitants avec une population très jeune. Ballou est une commune avec beaucoup de potentialités de par sa situation géographique et sa diversité ethnique (Soninkés, Peuls, etc.). 
On y trouve de grands marigots, une rizière collective. L'eau du fleuve sert à irriguer la rizière, les champs et à satisfaire certains besoins quotidiens des habitants. Les marigots servent surtout pour la pêche traditionnelle. 
Aujourd'hui Ballou est une commune à la tête de 11 villages qui, ensemble, comptent 32 500 habitants. 
Le village de Ballou compte un poste de santé, un lycée, deux écoles élémentaires de langue française, deux écoles arabes, un bureau de poste, la banque Crédit Mutuel, un forage.
Les noms de famille cités à Ballou sont : Niangané Sakho, Dabo, Fofana, Gakou, Dramé, Koita, Souaré, Ndiaye, Samassa, Traoré, Touré, Wassa, Cissokho, Kanouté, Kanté, Konté, Camara, etc..[réf. nécessaire] Selon la tradition orale locale, le fondateur de Ballou s’appelle Dépé Fofana.